# Théâtre de l'Avenue
Le théâtre de l'Avenue est une ancienne salle de théâtre parisienne située 5 rue du Colisée dans le VIIIe arrondissement de Paris.

## Historique
Le théâtre de l'Avenue est construit en 1923 à l'emplacement de l'ancien théâtre Impérial par les architectes René Richard et René Crevel (décorateur) ; il ouvre ses portes en mai 1924..
Georges Pitoëff loue et dirige le théâtre de l'Avenue de février 1932 à mai 1933.
Sous l'Occupation, le théâtre devenu music-hall, dirigé par Lionel de Wiet, Jean Luchaire et Georges Prade, fait faillite et est converti en cinéma.

## Répertoire
- 1924 : L'Âge de raison de Paul Vialar
- 1924 : La Grande Duchesse et le garçon d'étage d'Alfred Savoir, mise en scène Charlotte Lysès
- 1925 : En Famille, de Louis Verneuil, avec André Luguet, Marcelle Praince, Simone Dulac[2],[3],[4].
- 1925 : Pépète, musique de Jose Padilla, avec Edmée Favart
- 1926 : Chipée, musique de Jose Padilla, avec Maud Loty
- 1927 : La Livrée de Monsieur le Comte de Francis de Croisset d'après la pièce de Melville Collins
- 1928 : Cris des cœurs de Jean-Victor Pellerin, mise en scène Gaston Baty
- 1928 : Le Premier Hamlet de William Shakespeare, mise en scène Gaston Baty
- 1928 : Départ de Simon Gantillon, mise en scène Gaston Baty
- 1929 : Le Malade imaginaire de Molière, mise en scène Gaston Baty
- 1929 : La Voix de sa maîtresse de Charles Oulmont et Paul Masson, mise en scène Gaston Baty
- 1929 : Karl et Anna de Leonhard Frank, mise en scène Gaston Baty
- 1929 : Prise d'André Pascal et Albert-Jean, mise en scène Albert-Jean, 22 mai
- 1932 : Œdipe d'André Gide, mise en scène Georges Pitoëff
- 1932 : La Belle au bois de Jules Supervielle, mise en scène Georges Pitoëff
- 1932 : Plus jamais ça de Fred Angermayer, mise en scène Georges Pitoëff
- 1932 : Médée de Sénèque, mise en scène Georges Pitoëff
- 1932 : Joe et Cie de Hjalmar Bergman, mise en scène Georges Pitoëff
- 1932 : La Louise de Jean-Jacques Bernard, mise en scène Georges Pitoëff
- 1932 : Fait divers de Gobius, mise en scène Georges Pitoëff
- 1932 : La Ronde d'Arthur Schnitzler, mise en scène Georges Pitoëff
- 1933 : Marc-Aurèle de Jean Le Marois, mise en scène Georges Pitoëff
- 1933 : Les Gants blancs de Hjalmar Bergman, mise en scène Georges Pitoëff
- 1940 : Sainte Jeanne de George Bernard Shaw, mis en scène par Raymond Rouleau[5]
- 1943 : L'École des faisans de Paul Nivoix